# دوري كرة القدم الغربي 1897–98
دوري كرة القدم الغربي 1897–98 (بالإنجليزية: 1897–98 Western Football League)‏ هو موسم من دوري كرة القدم الغربي ‏. فاز فيه نادي بريستول سيتي.